# Либертад, Таня
Таня Либертад де Соуса Суньига (исп. Tania Libertad de Souza Zúñiga) — мексиканская певица перуанского происхождения.

## Биография
Исполняет песни на стихи Альфонсины Сторни, Виолеты Парра и других.
Также, в репертуаре певицы есть песни Виктора Хары, Мерседес Соса, Хуана Гонсало Росе и Атауальпы Юпанки.

### Интересные факты
Фамилия Тани переводится с испанского языка как «свобода».